# Rutherford Hayes
Rutherford Birchard Hayes (Delaware, Ohio, 4 oktober 1822 – Fremont, Ohio, 17 januari 1893) was de 19e president van de Verenigde Staten van 1877 tot 1881.

## Vroege politieke carrière
Voordat hij president werd, was Hayes afgevaardigde voor de staat Ohio. Geboren te Delaware, Delaware County in die staat in 1822; zijn ouders waren Rutherford Hayes en Sophia Birchard. Hij volgde zijn opleidingen aan de normale scholen (geen privaat onderwijs), de Methodist Academy in Norwalk in Ohio en de Webb Voorbereidende School in Middletown in Connecticut. Hij studeerde af aan Kenyon College in Gambier, Ohio in augustus 1842 en aan de Harvard Law School in januari 1845. Hij werd op 10 mei 1845 ingeschreven als advocaat en begon een kantoor in Lower Sandusky (tegenwoordig Fremont geheten). In 1849 verhuisde hij naar Cincinnati en begon daar een kantoor. Tussen 1857 en 1859 was hij stadsadvocaat. Op 27 juni 1861 ging hij onder de wapenen en werd hij aangesteld als majoor van het 23ste Regiment van de Ohio Vrijwillige Infanterie. Op 24 oktober werd hij bevorderd tot overste, op 24 oktober 1862 tot kolonel en op 9 oktober 1864 tot Brigadier der Vrijwilligers. Op 3 maart 1865 werd hij aangesteld als Generaal-Majoor der Vrijwilligers.
Hayes werd als Republikein gekozen in de 39ste en 40ste Congressen. Hij diende daar van 4 maart 1865 tot 20 juli 1867, waarna hij het Huis van Afgevaardigden verliet en zich kandidaat stelde voor het gouverneurschap van Ohio. Hij was gouverneur van 1868 tot 1872 en kandidaat voor het 43ste Congres (maar hij verloor die verkiezing). Hij werd herkozen tot gouverneur in 1875 en diende in die rol van januari 1876 tot 2 maart 1877, waarna hij het gouverneurschap vaarwel zei; hij was immers verkozen tot president van de Verenigde Staten.

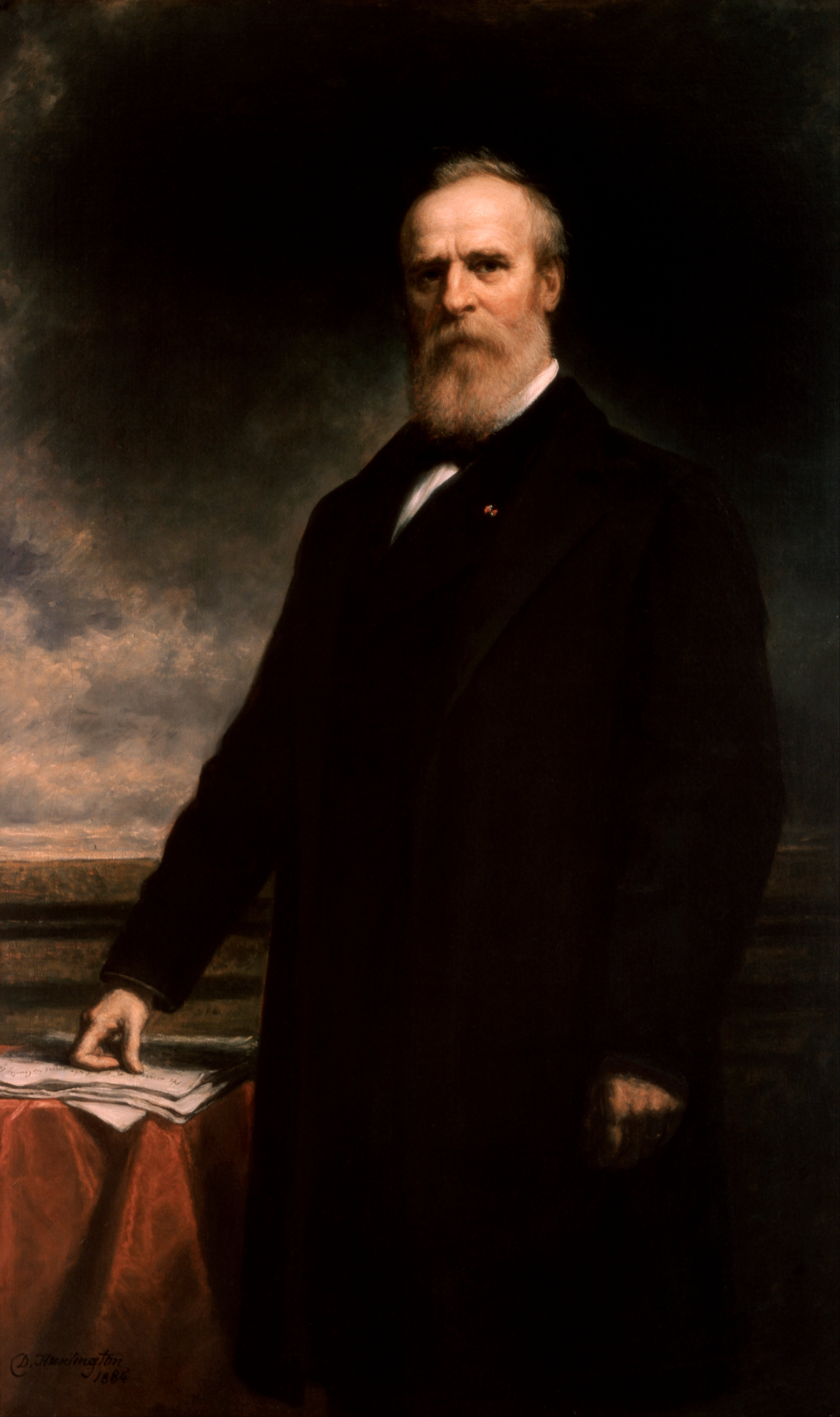
Staatsieportret Rutherford Hayes

## Presidentschap
Hayes werd president na de tumultueuze en door schandalen gekenmerkte jaren van de regering-Grant. Sinds zijn diensttijd in de Amerikaanse Burgeroorlog had hij een reputatie opgebouwd als eerlijk man. Toen had hij als generaal-majoor geweigerd om campagne te voeren voor een zetel in het Huis van Afgevaardigden met als opgegeven reden dat "iedere officier die zijn manschappen in de steek laat om verkiezingsraces te gaan houden, gescalpeerd zou moeten worden". Als gouverneur van Ohio konden zijn scrupules soms zelfs zijn politieke bondgenoten tot wanhoop drijven en kreeg hij de bijnaam "Old Granny" ("Ouwe Oma").

### Verkiezingen van 1876
Zijn tegenstander in de race om het Witte Huis, de Democraat Samuel J. Tilden, was de favoriet en hij won de populaire verkiezing ook met een verschil van zo'n 250.000 stemmen (op 8,5 miljoen stemmers). De president van de Verenigde Staten wordt echter niet rechtstreeks verkozen, maar door de Raad van Kiesmannen — waarin de Kiesmannen van vier staten geen beslissing konden nemen. Om te winnen had een kandidaat 185 stemmen nodig. Tilden had er 184, Hayes 165 en 20 stemmen (van die vier staten) waren onbeslist. En om de zaak nog eens moeilijker te maken waren drie van die staten (Florida, South Carolina en Louisiana) Zuidelijke staten en dus onder militaire bezetting.
Na maanden van overleg en onderhandeling, kregen de Zuidelijke Democraten de verzekering dat als Hayes gekozen zou worden, hij de Federale troepen uit het Zuiden terug zou trekken en de Reconstructie zou beëindigen. In ruil daarvoor stemden de Democraten toe in een commissie om de einduitslag te bepalen. Die commissie, bestaande uit 8 Republikeinen en 7 Democraten, stemde 8 tegen 7 om alle openstaande stemmen aan Hayes toe te kennen. De Republikeinen gaven hiervoor als excuus dat het probleem in die vier staten een vraagstuk was geweest over wie er nou wel en niet mocht stemmen. De Democraten voelden zich echter bestolen van het presidentschap en noemden Hayes verder "Rutherfraud".
Omdat 4 maart 1877 een zondag was, legde Hayes de eed af op 3 maart in de Rode Kamer van het Witte Huis. Op 5 maart deed hij het nog eens dunnetjes over op het Oost-Balkon van het Capitool, nu met publiek erbij. Hij was president tot 4 maart 1881.

### Belangrijkste wetgeving
Gedurende zijn presidentschap tekende Hayes een aantal wetten, waaronder een op 15 februari 1879 waarin vrouwelijke advocaten het recht kregen om zaken te bepleiten voor het Amerikaanse Hooggerechtshof.
Belangrijke gebeurtenissen gedurende zijn presidentschap:
- Compromis van 1877 (1877)
- Desert Land Act (1877)
- Het arrest Munn v. Illinois (1877)
- De Grote Spoorwegstaking (1877)
- Bland-Allison Act (1878)
- Timber and Stone Act (1878)

### Benoemingen aan het Hooggerechtshof
- John Harlan - 1877
- William Woods - 1881

## Na zijn presidentschap
Hayes stierf in Fremont in Ohio op 17 januari 1893, 70 jaar oud. Hij werd begraven op Oakwood Cemetery. Nadat zijn huis als geschenk aan de staat Ohio was gegeven als land voor het Spiegel Grove State Park werd hij daar in 1915 opnieuw begraven.